# Beechcraft 1900
Beechcraft 1900 je dvomotorno turbopropelersko regionalno potniško letalo ameriškega proizvajalca Beechcraft (divizija podjetja Raytheon Company). Uporablja se tudi za prevoz tovora, privatne letele in tudi v vojaške namene.
Načrtovano je bil za uporabo s kratkih stez in v vseh vremenskih pogojih. Lahko leti tudi čez 1000 km, v praksi sicer manj. Je eno izmed najbolj popularnih potniških turbopropelerskih letal v zgodovini.
1900 je Beechcraftovo tretje regionalno letalo. Beechcraft Model 18 je bil 6- do 11 sedežni regionalec, ki je bil v proizvodnji od 1937 do 1970. Beechcraft Model 99 Airliner je bil 15-sedežni regionalec, ki je bil v proizvodnji od 1966 do 1975, in 1982 do 1986. Bil je zelo uspešen in je še vedno v uporabi, veliko se uporablja tudi kot tovorno letalo.
Beechcraft 1900 se je začel leta 1949 z Beechcraft Model 50 "Twin Bonanza" - batnim dvomotornim 5-sedežnim propelerskim letalom za Ameriško kopensko vojsko. Potem so povečali trup in nastal je Model 65 "Queen Air." Potem so modificiralo to letalo s turbopropelerskimi motorji in presurizirano kabino in nastal je Model 90 "King Air.". King Air-a so potem povečali v Model 200 "Super King Air", ki je bil podlaga za 1900.
Prvič je poletel 3. septembra 1982 in dobil FAA certifikacijo 22. novembra 1983.V uporabo je vstopil feburarja 1984, do leta 2002 so izdelali 695 letal. 

## Tehnične specifiakciej (1900D)
Podatki iz Raytheon: Beechcraft 1900D Passenger Specifications and Performance
Splošne karakteristike
- Posadka: 1 ali 2
- Število sedežev: 19 potnikov
- Dolžina: 57 ft 8 in (17,62 m)
- Razpon kril: 57 ft 9 in (17,64 m)
- Višina: 15 ft 5 in (4,72 m)
- Teža praznega letala: 10 434 lb (4 732 kg)
- Uporaben tovor: 6 356 lb (2 882 kg)
- Maks. vzletna teža: 17 120 lb (7 764 kg)
- Pogon letala: 2 ×  turboprop Pratt & Whitney Canada PT6A-67D, 1 279 KM (1 353 ekvivalentnih KM, če štejem še potisk izpuha (955 kW)  vsak
- Kapaciteta goriva: 4 484 lb
- Tip goriva: Jet A

 Zmogljivost 
- Potovalna hitrost: 280 vozlov (518 km/h, 322 mph) na višini 20 000 ft (6 100 m)
- Doseg: 707 km (439 mi
- Največji dolet: 2,306 km (1,432 mi))
- Višina leta: 25 000 ft (7 620 m)
- Hitrost vzpenjanja: 2 615 ft/min (797 m/min)

Letalska elektronika

- Rockwell Collins EFIS-84 Electronic Flight Instrument System